# Holštejn (hrad)
Holštejn je zřícenina hradu jižně od stejnojmenné obce v okrese Blansko. Od roku 1964 je chráněna jako kulturní památka.

## Historie
Hrad byl založen roku 1268 Hartmanem, synem moravského pána Crhy z Ceblovic. Rod však vymřel a tak na začátku 14. století panství s hradem koupil Vok z rodu Hrutoviců. Ten založil rod pánů z Holštejna erbu poloutrojčáří. Jeho příslušníci se uváděli často na čelných místech ve veřejných listinách i při zasedáních zemských soudů. Páni z Holštejna drželi kromě svého rodového sídla na Holštejně hrady Cimburk, Vartnov, Hluboký, Špránek, Náměšť, Grünberg, Bohuslavice a Myslejovice a tvrzi Týnec, Zdounky, Dětkovice a Konice. Rod se zapsal do dějin jak v moravských markraběcích válkách, tak ve válkách husitských. Půta z Holštejna a Zdounek byl významným dvořanem moravského markraběte Jošta. Vok IV. z Holštejna se účastnil bitvy pod Vyšehradem, kde jako jeden z čelních moravských pánů padl. Vok V. z Holštejna majetek rozprodal a panství se rozpadlo. Hrad koupil před rokem 1437 Hynek z Valdštejna a Židlochovic, a patrně v roce 1455 ho prodal Půtovi ze Sovince a Doubravice. Od jeho čtyř synů hrad v roce 1483 koupili bratři Dobeš a Beneš Černohorští z Boskovic, ti však po deseti letech zboží prodali Hynkovi z Popůvek. Hrad nebyl v této době již udržovaný a chátral. Hynkova dcera Markéta, která hrad zdědila v roce 1528, se píše po tvrzi v Pozořicích. Roku 1531 se Holštejn uvádí jako pustý.

## Stavební podoba
Hrad Holštejn byl postaven na vápencovém ostrohu, ve kterém se nachází jeskyně Hladomorna, která byla ve středověku zazděná a sloužila jako vězení.[zdroj?] Nejvíce se patrně uplatnila v době moravských markraběcích válek, kdy se Vok III. a Vok IV. zapojovali nejen do válečnické činnosti, ale i do loupežení, při němž přepadávali pocestné a zavírali je kvůli výkupnému. Tato hladomorna byla spojena s hradem s uměle upraveným komínem, který byl obnoven v roce 2011. Vlastní hrad má největší rozměry 85x52 m. Jednalo se o hrad s obvodovou zástavbou, ze kterého zbyl zaoblený střep nároží, který byl mylně považován na zbytek bergfritu, zbytek stavení vybavené výpadní brankou a drobné zbytky zdiva, zejména základy hradních staveb. Jihozápadně od objektu hradu je plošina, na které bylo menší přehradí a ze kterého vedl do hradu přes hluboký příkop padací most. I zde se nacházejí zbytky zdiva. Před tímto předhradím západně směrem k Šošůvce stával panský dvůr, který se uvádí v listinách ještě roku 1550. Na jeho místě se nacházejí drobné zbytky zdiva, jeskyňáři vykopaná středověká vápenka, na poli lze nalézt střepy keramiky. Pod hradem leželo středověké městečko Holštejn, jež zaniklo zanedlouho po úplném opuštění hradu.

## Okolí
Pod hradem se rozprostírá Holštejnské údolí, kterým protéká potok Bílá voda vtékající po hradem do propadání Nová Rasovna.

## Fotogalerie

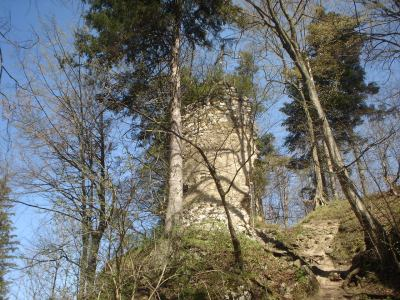
Jeden ze zbytků zdiva dříve považovaný mylně za věž
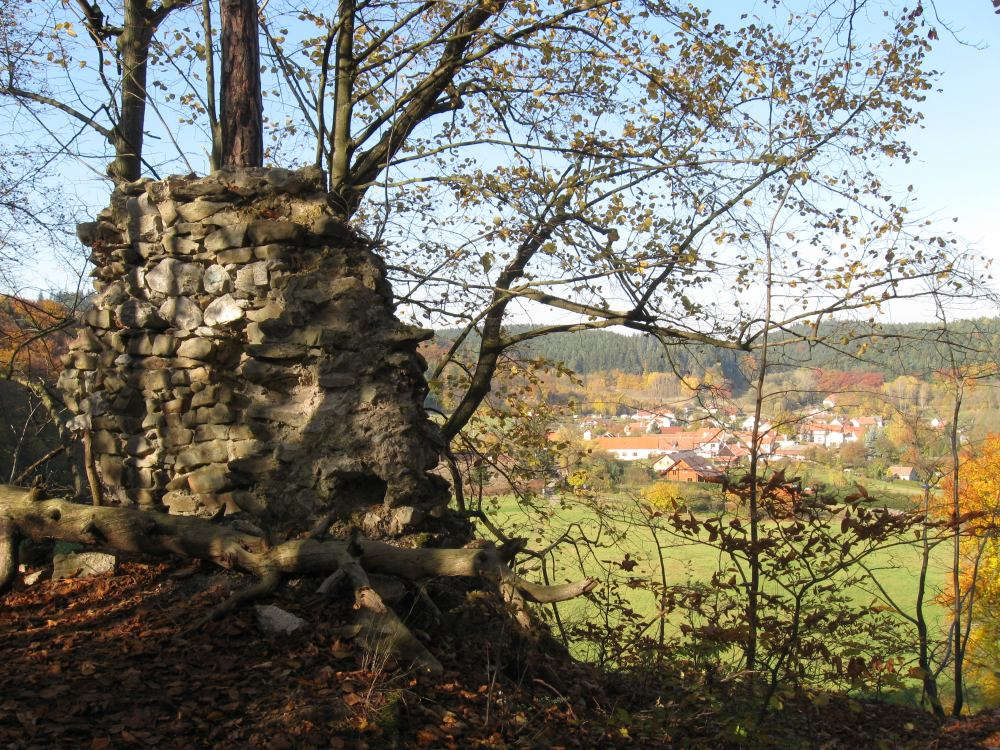
Zbytek zdi hradu Holštejna, v pozadí obec Holštejn
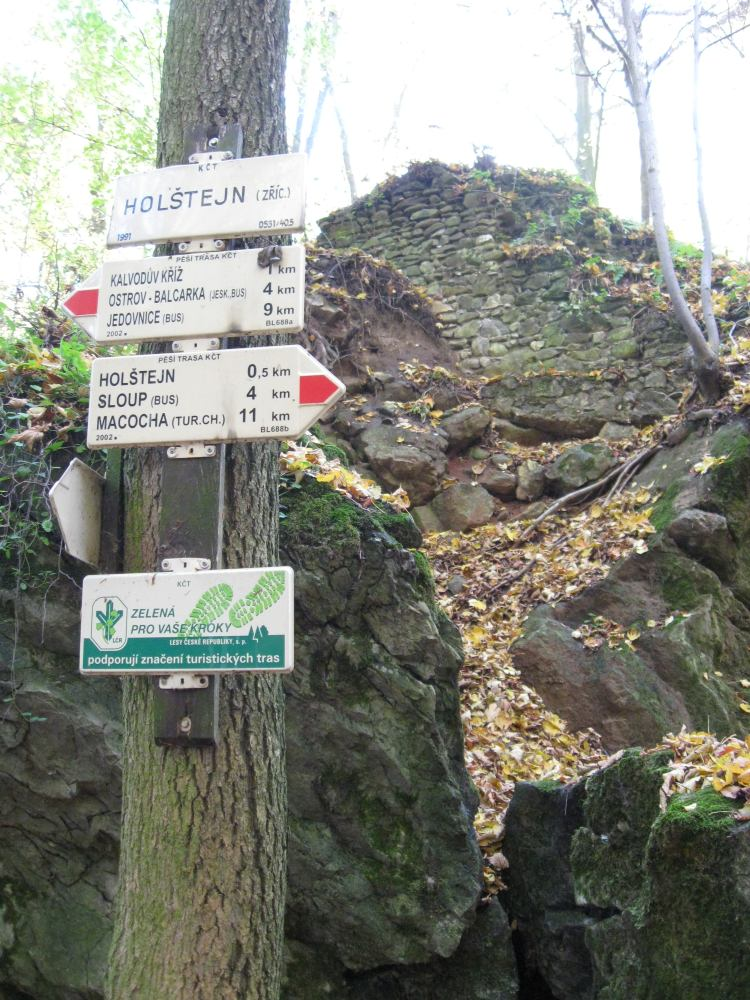
Pozůstatek předhradní zdi, odkud vedl padací most
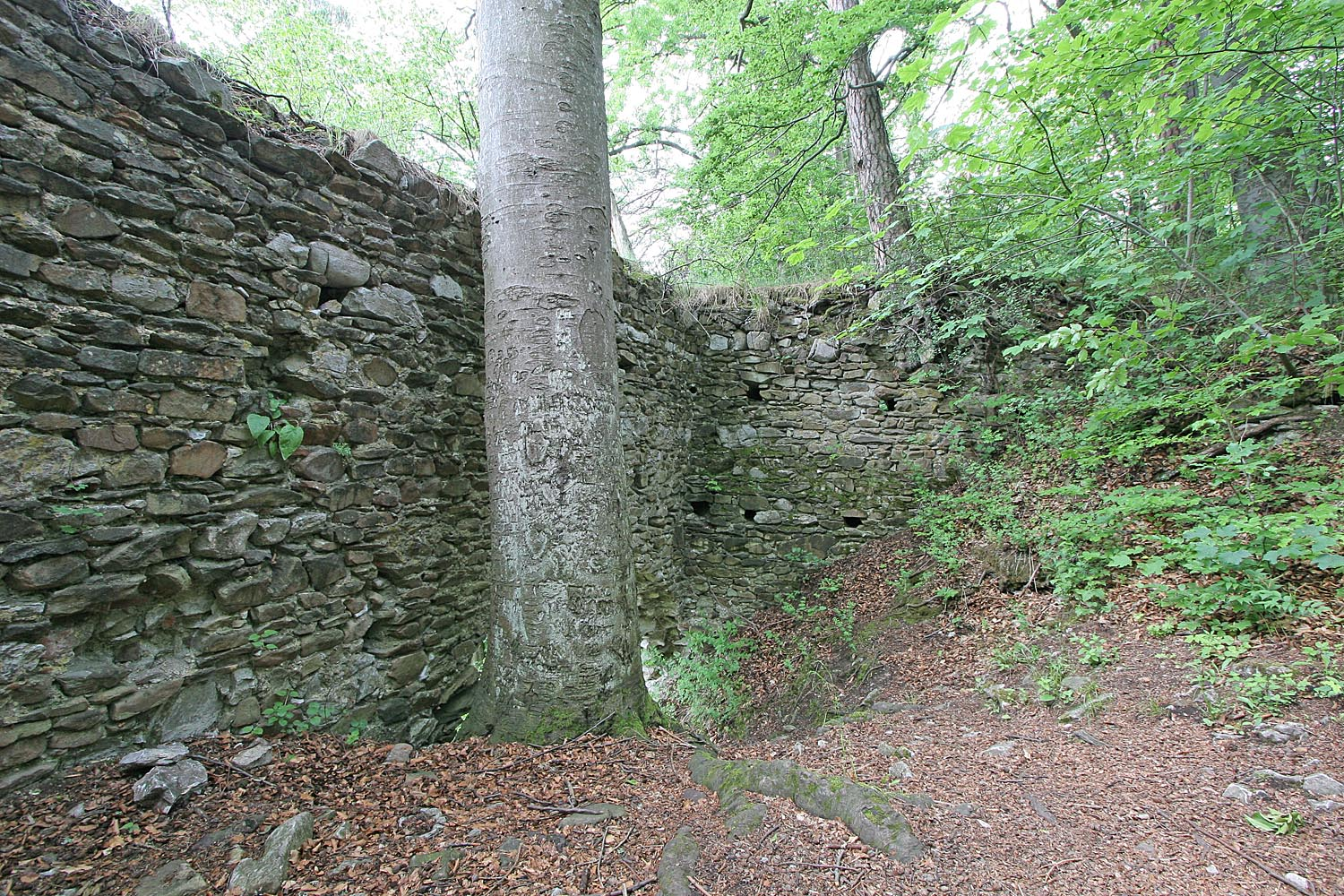
Souvislý zbytek východní hradby
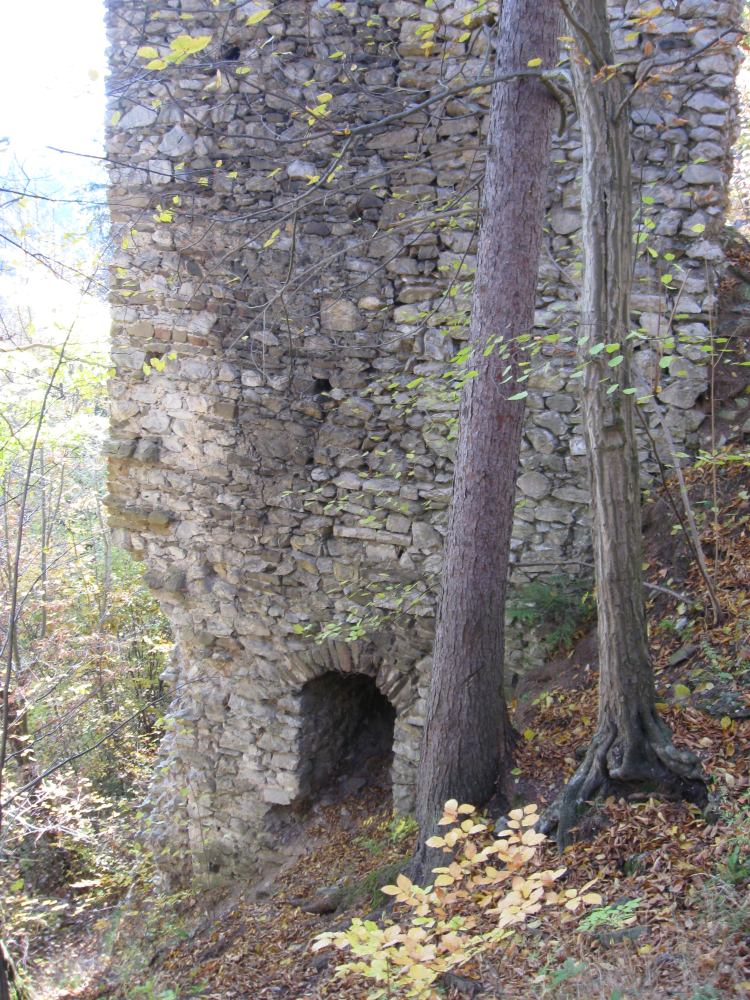
Výpadní branka
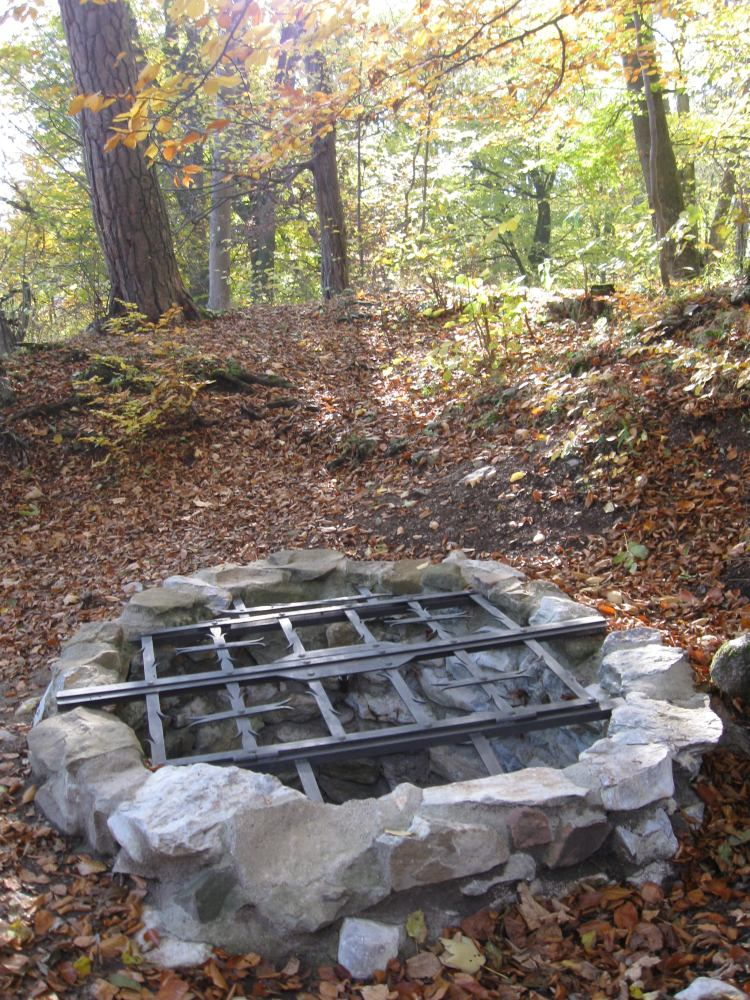
Obnovený vstup do jeskyně Hladomorny